# Jana Neubert
Jana Neubert (* 30. August 1984 in Karl-Marx-Stadt) ist eine deutsche Leichtathletin, die bisher vor allen Dingen im Jugendbereich über 400 Meter erfolgreich war.

## Allgemeines
Sie trat früher für den LAC Erdgas Chemnitz an und trainierte dort unter Peter Dost, mittlerweile startet sie für den SC Potsdam. Im Jahre 2004 machte sie das Abitur am Sportgymnasium Chemnitz. Momentan ist sie Auszubildende bei der Bundespolizei. Im Jahr 2005 war Jana Neubert verletzt und konnte nicht ihre bisherige Bilanz erweitern, was sich 2006 fortsetzte.
Neubert ist 1,67 m groß und wiegt 51 kg.

## Erfolge
- 2002: 4. Platz Deutsche Meisterschaften (Weibliche A-Jugend/4 × 400 m), 5. Platz Juniorenweltmeisterschaften (4 × 400 m)
- 2003: 1. Platz Deutsche Hallenmeisterschaften (Weibliche A-Jugend/400 m), 1. Platz Deutsche Meisterschaften (Weibliche A-Jugend/400 m), 2. Deutsche Meisterschaften (Weibliche A-Jugend/200 m), 6. Platz Deutsche Meisterschaften (400 m), 4. Platz Junioreneuropameisterschaften (400 m und 4 × 400 m)
- 2004: 2. Platz Deutsche Hallenmeisterschaften (400 m), Teilnahme Olympische Spiele (4 × 400 m – Im Halbfinale ausgeschieden)
- 2006: 5. Deutsche Meisterschaften (400 m), 5. Deutsche Hallenmeisterschaften (400 m)
- 2007: 5. Halleneuropameisterschaften (4 × 400 m), 3. Deutsche Hallenmeisterschaften (400 m)

## Bestleistungen
- 200 m (Freiluft): 23,99 s, 2007
- 200 m (Halle): 23,87 s, 2004
- 400 m (Freiluft): 52,38 s, 2004
- 400 m (Halle): 52,94 s, 2004